# Jordan Rapp
Pour les articles homonymes, voir Rapp.
Jordan Rapp né le 28 janvier 1980 à Tarrytown aux États-Unis est un triathlète professionnel, champion du monde de triathlon longue distance en 2011.

## Biographie

### Jeunesse
Jordan Rapp est né à New York, il grandit entre Tokyo au Japon et New York jusqu’à l'âge de neuf ans ou sa famille s'installe définitivement dans la banlieue nord de New York le long du fleuve Hudson. Au lycée il pratique le squash et la crosse et  à l'université de Princeton où il fait partie de l'équipe d'aviron. Après une blessure à l'entraînement pour l'équipe nationale des États-Unis, il commence à pratiquer et à participer à des triathlons.

### Carrière en triathlon
Jordan Rapp a déjà gagné deux Ironmans, quand il est victime le 23 mars 2010 d'un  violent accident de la route alors qu'il s'entraine à vélo. Il subit de nombreuses fractures de la clavicule et de l’omoplate ainsi que de nombreuses plaies à la tête et au cou. Sa jugulaire tranchée dans l'accident, il perd entre deux et trois litres de sang et ne doit sa vie sauve qu'à Thomas Sanchez, officier de police sur les lieux de l’accident, qui presse la jugulaire tranchée. Le responsable de l’accident ayant pris la fuite après le choc, n'est jamais retrouvé. Un suspect est identifié comme étant Marco Garcia-Ortiz, 27 ans, qui aurait fui au Mexique. Il lui faut des mois pour se remettre de l’accident, mais en juin 2011, il participe et remporte l'Ironman Canada ; cette victoire sera suivie de plusieurs autres.

### Vie privée
Jordan Rapp réside à Thousand Oaks, Penticton, en Colombie-Britannique avec sa femme, Jill Savege et leur fils, Quentin Thomas né en 2011. En plus de sa carrière de triathlète professionnel, il est responsable du service informatique du site journalistique de sport et de triathlon :Slowtwitch.com. Il participe à des actions de charité, chaque année, dans le cadre de sa participation au World Bicycle Relief, il donne son vélo au plus généreux donateur.

## Palmarès
Le tableau présente les résultats les plus significatifs (podium) obtenus sur le circuit international de triathlon depuis 2008.
| Année | Compétition                          | Pays       | Position           | Temps           |
| ----- | ------------------------------------ | ---------- | ------------------ | --------------- |
| 2016  | Ironman Mont Tremblant               | Canada     | Médaille d'argent  | 8 h 29 min 57 s |
| 2015  | Ironman Mont Tremblant               | Canada     | Médaille d'or      | 8 h 17 min 37 s |
| 2014  | Ironman 70.3 Buffalo Springs Lake    | États-Unis | Médaille d'argent  | 4 h 0 min 28 s  |
| 2014  | Ironman Arizona                      | États-Unis | Médaille de bronze | 8 h 3 min 14 s  |
| 2013  | Ironman Arizona                      | États-Unis | Médaille d'argent  | 8 h 6 min 13 s  |
| 2012  | Ironman New York                     | États-Unis | Médaille d'or      | 8 h 11 min 18 s |
| 2012  | Ironman Texas                        | États-Unis | Médaille d'or      | 8 h 10 min 40 s |
| 2012  | Wildflower Triathlon                 | États-Unis | Médaille d'argent  | Timing          |
| 2011  | Championnat du monde longue distance | États-Unis | Médaille d'or      | 5 h 0 min 15 s  |
| 2011  | Ironman Canada                       | Canada     | Médaille d'or      | 8 h 28 min 9 s  |
| 2011  | Ironman 70.3 Calgary                 | Canada     | Médaille d'argent  | 4 h 2 min 38 s  |
| 2009  | Ironman Arizona                      | États-Unis | Médaille d'or      | 9 h 13 min 35 s |
| 2009  | Ironman Canada                       | Canada     | Médaille d'or      | 8 h 25 min 13 s |
| 2009  | Vancouver International Half-Ironman | Canada     | Médaille d'or      | 3 h 53 min 17 s |
| 2008  | Ironman Arizona                      | États-Unis | Médaille de bronze | 8 h 35 min 4 s  |